# Giovanni Battista Cavallara

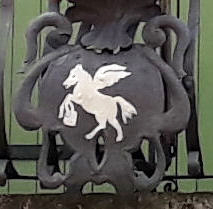
Piubega, stemma G.B. Cavallara

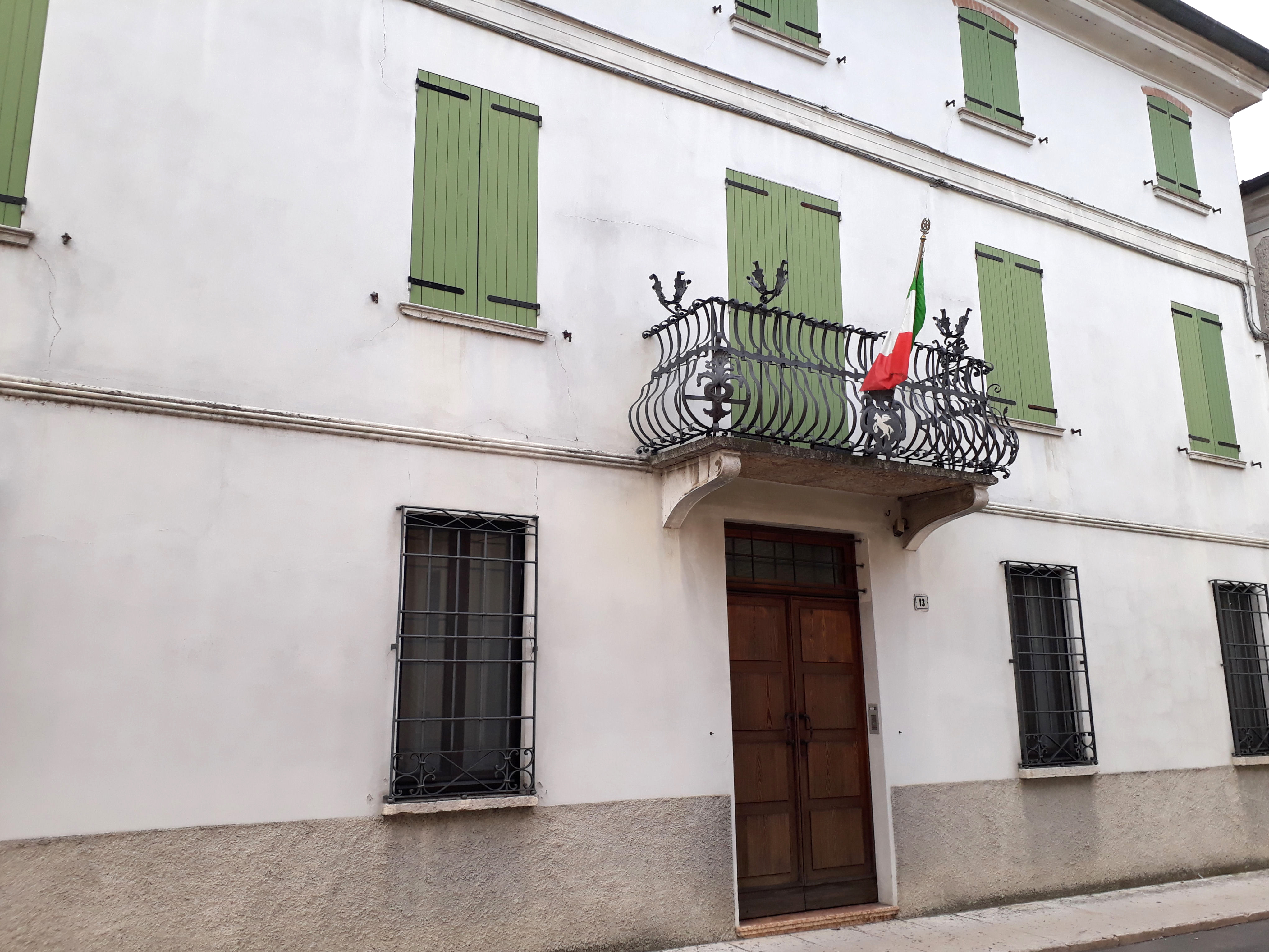
Piubega, Palazzo Cavallara-Pavesi

Giovanni Battista Cavallara (Mantova, ... – Piubega, 1587) è stato un medico e letterato italiano.

## Biografia
Nacque a Mantova dalla nobile famiglia dei Cavallara, proprietari terrieri a Viadana.
Si laureò in medicina presso l'Università di Padova ed esercitò la professione di medico in varie località, tra le quali, Gonzaga, Revere, Piubega - ove strinse amicizia con il letterato asolano Antonio Beffa Negrini - e Medole, luogo in cui conobbe il poeta Ascanio de' Mori da Ceno che divenne il suo consigliere letterario.
Nel 1578 venne iscritto al collegio dei medici di Mantova e diventò medico alla corte di Guglielmo Gonzaga. Curò il poeta Torquato Tasso, imprigionato a Ferrara, che divenne suo amico e nel 1586 ottenne la libertà per intercessione del duca Vincenzo Gonzaga, il quale lo accolse presso la sua corte.
Giovanni Battista Cavallara morì nel 1587 a Piubega e fu sepolto nella locale chiesa parrocchiale dove gli fu innalzato un monumento funebre con la scritta Jo. Baptista Caballaria philosophus pius MDLXXXVII.
Il suo motto fu: Sic sic ad superos.